# Tyrone (Oklahoma)
Pour les articles homonymes, voir Tyrone.
Tyrone est une ville du comté de Texas, dans l’Oklahoma aux États-Unis.